# Tarasowo (rejon wołogodzki)
Tarasowo (ros. Тарасово) – wieś w Rosji, w rejonie wołogodzkim obwodu wołogodzkiego. W 2010 r. liczyła 3 mieszkańców.